# دی‌سی‌وی بالدر
دی‌سی‌وی بالدر (به انگلیسی: DCV Balder) یک کشتی است که طول آن ۱۵۴ متر (۵۰۵ فوت ۳ اینچ) و ارتفاع آن 101 m (J-Lay tower to workdeck) می‌باشد. این کشتی در سال ۱۹۷۸ ساخته شد.